# Michel Bovay
Missen Michel Bovay (1944–2009) war ein Schweizer Zen-Meister sowie Autor und hat den Zen-Buddhismus in Europa verbreitet. Er begann seine Karriere als Musiker einer Rockband. Später traf er den japanischen Zen-Meister Taisen Deshimaru und wurde dessen Schüler und Assistent. Nach Deshimarus Tod übernahm Bovay eine führende Rolle im internationalen Zen-Dachverband (AZI). Er schrieb mehrere Bücher und entwickelte Theaterstücke, um Zen einem breiteren Publikum zugänglich zu machen.

## Leben
Bovay wurde 1944 in Monthey, im französischsprachigen Teil der Schweiz geboren. Danach zog er mit seiner Familie nach Basel. Dort absolvierte er eine Ausbildung als Schriftenzeichner und gründete als Bassist, Komponist und Leadsinger die Rockband „The Sevens“, die in den 60er Jahren europaweit bekannt war. 1972 begegnete er dem japanischen Zen-Meister Mokudo Taisen Deshimaru, folgte ihm kurze Zeit später nach Paris und half Deshimaru massgeblich Sōtō–Zen in Europa zu verbreiten. Bovays musikalische Laufbahn hatte einen großen Einfluss auf seine Zen-Praxis. Seine Erfahrungen als Musiker halfen ihm, die Prinzipien der Achtsamkeit und Konzentration, die im Zen zentral sind, zu schätzen und zu integrieren. Die Disziplin und Hingabe, die er in der Musik entwickelte, übertrug er auf seine Zen-Praxis. Bovay sagte, Zen sei "Musik ohne Töne". Damit wollte er wohl sagen, dass Zen eine Kunstform ohne physische Manifestation ist.
Er war anschliessend zehn Jahre (1972–1982) lang Schüler und Assistent von Deshimaru. Nach dessen Tod war er einer der Hauptverantwortlichen der Internationalen Zen-Vereinigung (Association Zen Internationale) und für die Weitergabe seiner Lehre.
Dem Wunsch seines Meisters entsprechend kehrte Bovay 1985 zurück in die Schweiz. Wie sein Meister beharrte er sehr auf dem reinen Geist der Praxis von Zazen als der Grundlage aller Handlungen und konzentrierte seine Unterweisung in der alltäglichen Praxis. Er erhielt die Dharma-Übermittlung (shiho) in Japan von Yuko Okamoto Roshi und wurde von den Haupttempeln des Soto-Zen, Eiheiji und Sojiji, als Meister bestätigt. Von 1985 bis 2007 leitete Missen Michel Bovay das Zen-Dojo Zürich, den Tempel Muijo (Schloss der Nicht-Angst). Er leitete zahlreiche Sesshins in Europa sowie in Südamerika und entwickelte, um Zen allen Menschen zugänglich zu machen, einen Theaterabend mit dem Titel Zen-Geschichten, den er regelmäßig im deutsch- und französischsprachigen Raum aufführte. Um Zen einem breiteren Publikum zugänglich zu machen entwickelte er Theaterstücke. Die Aufführungen kombinierten Humor und Weisheit und wurden von Musik begleitet, was eine meditative Atmosphäre schuf.

„Zen ist ohne Geschmack, ohne Geruch, ohne Farbe, ohne Form. Es ist eine Musik ohne Töne, gespielt auf einer Flöte ohne Löcher. Zen geht über Denken und Nicht-Denken hinaus. Begrenzt man es nicht durch enge Begriffe, dann haben sein Geschmack, sein Duft und seine Farbe die Schönheit des Herbstes und seine Form wird der des toten Baumes gleich.“

## Werke (Auswahl)
- Michel Bovay, Laurent Kaltenbach und Evelyn de Smedt. Zen. Praxis und Lehre, Geschichte und Perspektiven. Vorwort von Maurice Béjart. Kösel Verlag, München, 1996, ISBN 978-3-46634357-7.
- Zen-Geschichten (Deutsch). Hörbuch, Kristkeitz, Heidelberg-Leimen, 2. Ausgabe 2006, ISBN 978-3-93233719-2.
- „Ango“, Sommerlager in Jaun 2003, Mushin ZEN Dojo Zürich 2017.
- Die Gedichte des Zen Meisters DAICHI. Kommentiert von Missen Michel Bovay. Tredition 2019, ISBN 978-3-7482-5879-7.
- ZEN in den Bergen. Kommentare zu Gedichten von Meister Daichi, Ango 2004-2006, Davos-Laret/Schweiz. Hrsg. Philipp Funk, Mushin ZEN Dojo Zürich. 2021.